# Zmaga (ime)
Zmaga je žensko osebno ime.

## Izvor imena
Ime Zmaga je novejša slovenska razzličica imena Viktorija in je nastala iz samostalnika zmága.

## Različice imena
Viktorija, Zmagica, Zmagoslava

## Pogostost imena
Po podatkih Statističnega urada Republike Slovenije je bilo na dan 31. decembra 2007 v Sloveniji število ženskih oseb z imenom Zmaga: 113.

## Osebni praznik
V koledarju je ime Zmaga uvrščeno k imenu Viktorija; god praznuje 23. decembra Viktorija, devica, mučenka, † 23. dec. 306).